# Mirobisium
Mirobisium es un género de pseudoscorpiones de la familia Gymnobisiidae.  Se distribuye por Sudamérica.

## Especies
Según Pseudoscorpions of the World 1.2:
- Mirobisium cavimanum (Beier, 1930)
- Mirobisium chilense Beier, 1964
- Mirobisium dimorphicum Vitali-di Castri, 1970
- Mirobisium minore Vitali-di Castri, 1970
- Mirobisium patagonicum Beier, 1964

## Publicación original
- Beier, 1931: Neue Pseudoscorpione der U. O. Neobisiinea. Mitteilung aus dem Zoologischen Museum in Berlin, vol. 17, p.299-318.